# Dabergotz
Dabergotz è un comune di 668 abitanti del Brandeburgo, in Germania.

Appartiene al circondario (Landkreis) dell'Ostprignitz-Ruppin (targa OPR) ed è parte della comunità amministrativa (Amt) di Temnitz.